# Johan Forssell
Carl Johan Henrik Forssell, né le 8 décembre 1979 à Stockholm, est un homme politique suédois, membre du parti des Modérés.
Il est ministre de la politique de migration et d'asile au sein du cabinet d'Ulf Kristersson depuis le 10 septembre 2024, après avoir été ministre du commerce extérieur et de la coopération internationale au développement. Il est membre du Riksdag depuis les élections générales de 2010, représentant la municipalité de Stockholm. Il est président de la Ligue des jeunes modérés, la section jeune du Parti modéré, de 2004 à 2006.

## Vie personnelle et éducation
Johan Forssell est né à Stockholm mais grandit à Örebro. Il est titulaire d'une maîtrise en commerce et économie de la Stockholm School of Economics. Il effectue son service militaire avec les commandos arctiques au K 4 à Arvidsjaur.
En juillet 2025, Johan Forssell révèle que son fils de 16 ans a eu des liens avec des groupes d'extrême droite, après avoir été alerté par la Säpo. Selon le magazine antiraciste Expo, le jeune homme aurait tenté de recruter pour une organisation suprémaciste blanche et participé aux activités du groupe néonazi Aktivklubb Sverige. Il aurait également des liens avec le Mouvement de résistance nordique. Forssell, qui se dit « choqué et horrifié », assure que ces activités ont cessé et que son fils n'est soupçonné d'aucun acte criminel,,.

## Carrière politique
Forssell rejoint la Ligue des jeunes modérés (suédois : Moderata ungdomsförbundet) en 1992. Il est président de la Moderata ungdomsförbundet (MUF) de 1998 à 1999 et est élu membre du conseil d'administration de la Ligue des jeunes modérés en 2000. Il est élu nouveau président de la Ligue des jeunes modérés le 20 novembre 2004, à la suite de la démission de Christofer Fjellner. Il occupe ce poste jusqu'au 25 novembre 2006, date à laquelle il est remplacé par Niklas Wykman.
Lors des élections générales du 17 septembre 2006, Forssell est élu député au Riksdag. Lors de l'annonce de la composition du nouveau cabinet le 6 octobre, Forssell est nommé chef de cabinet du Premier ministre Fredrik Reinfeldt. Il quitte son siège au Riksdag à la suite de sa nouvelle nomination.
En septembre 2007, Forssell démissionne de son poste de chef de cabinet et devient le responsable de la planification du Parti modéré pour les élections générales de 2010. Après les élections de 2010, il retourne au Parlement suédois où il est membre de la commission de la défense.
En octobre 2022, il est nommé ministre du Commerce extérieur et de la Coopération internationale au développement dans le cabinet d'Ulf Kristersson. Forssell déclare que le gouvernement abandonnerait l'objectif selon lequel au moins 1 % du PIB serait utilisé pour l'aide étrangère, l'objectif étant de donner la priorité à la qualité de l'aide envoyée et de dépenser plus d'argent en interne en Suède.
En septembre 2024, Ulf Kristersson remanie son cabinet et la ministre des Migrations Maria Malmer Stenergard est nommée nouvelle ministre des Affaires étrangères. Forssell est nommé pour la remplacer au poste de ministre de la politique de migration et d'asile. Il déclare qu'il avait l'intention de poursuivre la politique de Stenergard et de maintenir le taux d'immigration le plus bas du XXIe siècle en Suède, comme celui atteint sous son prédécesseur.

## Décorations
- Estonie : Ordre de la Croix de Terra Mariana, 1ère classe (2 mai 2023) [8]